# Alvin Rouse
Pour les articles homonymes, voir Rouse.
Alvin Rouse est un footballeur barbadien évoluant au poste de gardien de but avec le Ballinamallard United en Irlande du Nord et la sélection de la Barbade.

## Biographie
Il s'impose très jeune comme le meilleur gardien de but de la Barbade puis passe quelques saisons dans différentes ligues mineures de Grande-Bretagne avant de signer en janvier 2009 aux Dungannon Swifts.